# Balije Koblenz

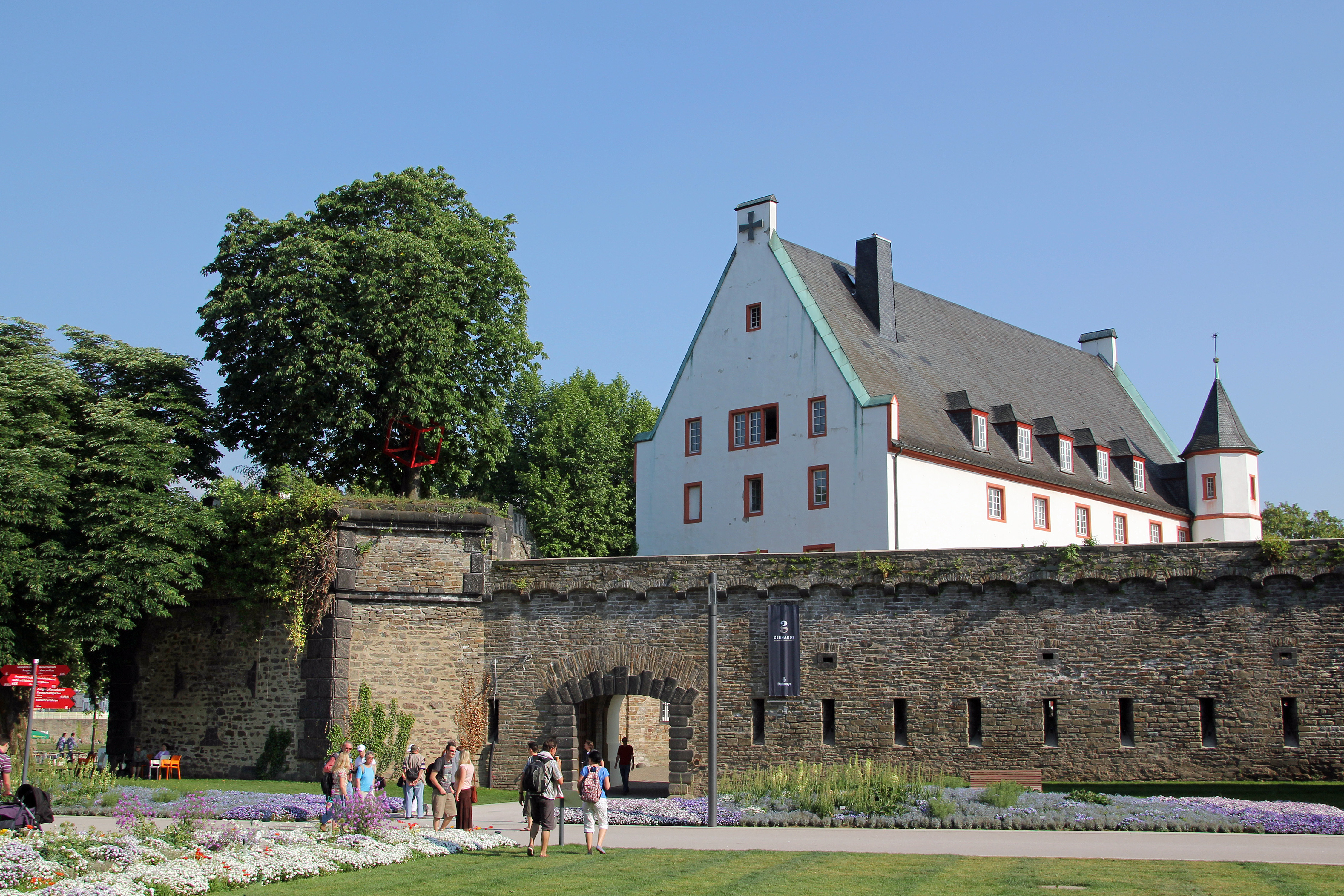
Hoofdzetel van de Balije Koblenz

De balije Koblenz was een balije van de Duitse Orde. De landcommandeur van deze balije had een zetel in de Keur-Rijnse Kreits, hoewel de balije niet in het bezit van rijksvrije gebieden was.
De balije ontstond omstreeks het midden van de dertiende eeuw. De historie is gecompliceerd omdat in Koblenz de begrippen balije en landcommandeur zelden gebruikt werden. Dat de balije ook commanderijen in de Nederlanden bezat, heeft mogelijk te maken met de wijnhandel. De hoofdzetel te Koblenz bezat namelijk veel wijngaarden. De hoofdvestiging bevond zich op de "Deutschen Eck", de landpunt bij de samenvloeiing van Rijn en Moezel. Het woord Duits in deze komt van het vroeger hier aanwezige Duitse Huis. Het Hof te Dieren in Gelderland werd in 1218 verworven.
De balije was een van de kamerbalijen van de grootmeester. Kamerbalijen waren balijen in Duitsland die niet onder de Duitsmeester vielen, maar direct onder de grootmeester in Pruisen. De landcommandeur werd benoemd door de grootmeester. Belangrijk was de levering van wijn aan de grootmeester. In 1520 werd de balije Koblenz door de grootmeester verpand aan de Duitsmeester. Na het einde van de Ordensstaat in Pruisen in 1525 kostte het nog enige tijd de balije onder het gezag van de Duitsmeester te krijgen. De landcommandeur Erik van Brunswijk, voormalig commandeur van Memel weigerde zich te onderwerpen. Met zijn dood in 1531 eindigde de strijd.
De annexatie van de linker Rijnoever in 1797 door Frankrijk maakte een eind aan de balije Koblenz en zijn commanderijen.

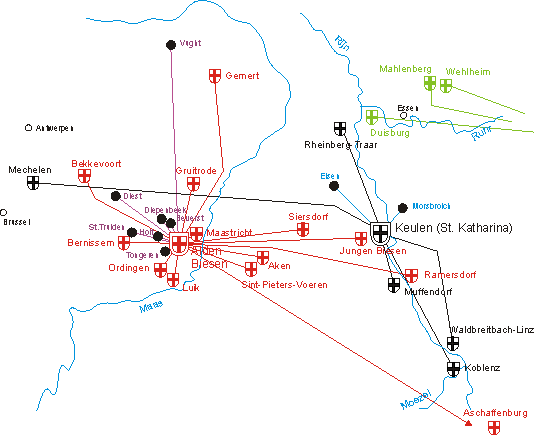
Commanderijen en andere bezittingen van de balijen Koblenz en Alden-Biezen aan het eind van de achttiende eeuw

## Kommanderijen omstreeks 1400
- Koblenz
- Dieren
- Ibersheim
- Judenrode
- Keulen
- Mechelen
- Muffendorf
- Rheinberg

## Kommanderijen aan het eind van de achttiende eeuw
- landcommanderije te St.Katharina in Keulen (Reichsunmittelbar) met de heerlijkheid Mosbroich (gelegen in het hertogdom Berg) en de rijksheerlijkheid Elsen (Reichsunmittelbar, daardoor is de landcommandeur rijksstand en kreitsstand)
- commanderije Mechelen (gelegen in het hertogdom Brabant)
- commanderije Koblenz (gelegen in Keur-Trier)
- commanderije Muffendorf (gelegen in Keur-Keulen)
- commanderije Waldbreitbach-Linz (gelegen in Keur-Keulen)
- commanderije Rheinberg-Traar (gelegen in Keur-Keulen).